# 秋田市立港北小学校
秋田市立港北小学校（あきたしりつ こうほくしょうがっこう）は、秋田県秋田市土崎港北四丁目にある公立小学校。略称（通称）は「港北」、「港北小」。

## 概要
方針は、「かかわり合い 高めあう子どもの育成」と「人と人との絆を深め、港っ子の心を受け継ぎます」。
土崎港地区のほかの2つの小学校（土崎小学校、土崎南小学校）と比べて敷地が広く、商業地から離れた閑静な場所にある。
学級の名称は、「1組、2組、…」や「A組、B組、…」ではなく「松組、竹組、梅組、桜組」である。

## 年表
- 1948年（昭和23年）
  - 4月1日 - 秋田市立土崎小学校の一部が分離して創立[5]。
  - 12月20日 - 校章制定[5]
- 1978年（昭和53年）3月30日 - 校舎改築特別教室棟竣工
- 1982年（昭和57年）1月31日 - 校舎改築第一期工事普通教室竣工[5]
- 1983年（昭和58年）3月30日 - 校舎改築第二期工事正面特別棟竣工[5]
- 1991年（平成3年）3月19日 - 港北児童センター竣工[5]
- 2002年度 - 秋田市立飯島南小学校など他校とのインターネットを用いた交流の試行[6]。
- 2004年度 - 高円宮賜杯全日本学童軟式野球大会（第24回）にて「港北野球スポーツ少年団」が秋田県大会優勝し全国大会出場（2回目）[7]。
- 2005年度 - 高円宮賜杯全日本学童軟式野球大会（第25回）にて「港北野球スポーツ少年団」が秋田県大会優勝し全国大会出場（3回目）[8]。
- 2006年10月31日 - 6年生が平和学習会[9]。戦争中の苦しい生活や土崎空襲などについて学ぶ。
- 2009年度 - 屋内運動場増改築業者入札が行われる[10]。
- 2010年（平成22年）3月15日 - 新体育館竣工[5]
- 2011年2月4日 - JFL・ブラウブリッツ秋田所属選手の今井大悟が、当校の「輝き学習」で講話[11]。
- 2013年（平成25年）4月1日 - 特別支援学級「たんぽぽ学級」新設[5]
- 2014年（平成26年）4月1日 - 特別支援学級「すみれ学級」新設[5]

## アクセス
- 土崎駅から徒歩5分
- 秋田中央交通市民生協入口下車

## 周辺施設
- 道の駅あきた港
- 陸上自衛隊秋田駐屯地
- 土崎ショッピングセンター（イオン土崎港店）
- 生活協同組合コープあきた

学校
- 秋田工業高等専門学校
- 秋田市立土崎中学校
- 秋田市立土崎小学校
- 秋田市立飯島南小学校
- 秋田市立土崎南小学校
- こども園 こうほく風の遊育舎

## 著名な出身者
- 銭谷真美（文部科学事務次官→東京国立博物館館長）
- 相原誠（ロックミュージシャン）
- 佐藤美弥（元バレーボール選手）※日本代表
- 佐藤秀明（元プロ野球選手）
- 保坂武文（実業家）